# Ківшар Таїсія Іванівна
Таїсія Іванівна Ківшар (нар. 30 жовтня 1947, Якимівка, Запорізька область) — українська історикиня бібліотечної справи, книгознавиця, бібліотекознавиця, бібліографка, педагог. Старша наукова співробітниця Інституту біографічних досліджень Національної бібліотеки України імені В. І. Вернадського, доктор історичних наук, професор, Заслужений працівник культури України.

## Освіта, вчені ступені і наукові звання
Народилася в родині службовців.
- 1965 — закінчила Якимівську середню загальноосвітню школу.
- 1965—1969 — студентка книгознавчого відділення Харківського державного інституту культури. Отримала кваліфікацію книгознавця і бібліографа.
- 1973—1976 — аспірантка Московського поліграфічного інституту за спеціальністю «Книгознавство».
- 1979 — за результатами захисту кандидатської дисертації «Розвиток книговидавничої справи Української РСР (1946—1970 рр.)» отримала ступінь кандидата історичних наук.
- 1988 — отримала звання доцента кафедри бібліотекознавства Київського державного інституту культури ім. О. Є. Корнійчука.
- 1996 — за результатами захисту докторської дисертації «Український книжковий рух: книговидання та книгопоширення (1917—1923 рр.)» отримала ступінь доктора історичних наук.
- з 1996 — професор кафедри бібліотекознавства Київського державного інституту культури.
- з 1999 — почесний професор Київського національного університету культури і мистецтв.

## Кар'єра
- 1969—1973 — товарознавць-книгознавець Запорізької обласної контори книжкової торгівлі.
- 1976—1980 — інспектор відділу організації книжкової торгівлі Українського об'єднання книжкової торгівлі «Укркнига» Державного комітету у справах поліграфії, видавництв та книжкової торгівлі України.
- 1980—1987 — викладач, старший викладач кафедри бібліотекознавства Київського державного інституту культури ім. О. Є. Корнійчука.
- 1987—1994 — доцент кафедри бібліотекознавства Київського державного інституту культури ім. О. Є. Корнійчука.
- 1992—2003 — за сумісництвом доцент, пізніше професор кафедри організації видавничої справи, поліграфії та книгорозповсюдження Національного технічного університету України «КПІ».
- 1995—1999 — професор кафедри бібліотекознавства Київського державного інституту культури.
- 2000—2003 — завідувач кафедри бібліотекознавства Київського університету культури та мистецтв.
- 2004—2010 — за сумісництвом професор кафедри книгознавства та бібліотекознавства Київського національного університету культури і мистецтв.
- з 2004 і дотепер — старший науковий співробітник Інституту біографічних досліджень Національної бібліотеки України імені В. І. Вернадського.

Членство у вчених радах, редколегіях:
- з 1996 і дотепер є членом спеціалізованої вченої ради по захисту дисертацій на здобуття наукового ступеня доктора (кандидата) наук у Національній бібліотеці України імені В. І. Вернадського.
- 1999—2004 — заступник голови, вчений секретар спеціалізованої вченої ради по захисту дисертацій на здобуття наукового ступеня кандидата наук у Київському національному університеті культури і мистецтв.
- 1999—2006 — член спеціалізованої вченої ради по захисту дисертацій на здобуття наукового ступеня доктора (кандидата) наук у Київському національному університеті культури і мистецтв.
- 2002—2006 — член експертної ради Вищої атестаційної комісії України з історичних наук.
- 2006—2008 — член спеціалізованої ради по захисту дисертацій на здобуття наукового ступеня кандидата наук Центру пам'яткознавства НАН України та Українського товариства охорони пам'яток історії та культури (УТОПІК).
- член редакційних колегій «Бібліотечної планети», "Вісника " КНУКІМ (Історія) «Питання культурології».
- головний редактор наукового збірника «Українська біографістика».

## Науково-педагогічні досягнення

### 1980-ті
У 1980 році за конкурсом була обрана на посаду викладача кафедри бібліотекознавства Київського державного інституту культури. Впродовж майже чверті століття вона пройшла шлях від викладача до провідного професора, завідувача кафедри. В процесі викладацької діяльності вона читала різноманітні за тематикою бібліотекознавчі навчальні курси «Організація та управління бібліотечною справою», «Бібліотекознавство», «Історія бібліотечної справи світу», «Історія бібліотечної справи України», «Бібліотечне джерелознавство», «Книга в структурі соціальних комунікацій». У 1988 отримала вчене звання доцента, а в 1996 — професора кафедри бібліотекознавства.
Також викладала дисципліни книгознавчого циклу, працюючи за сумісництвом доцентом, пізніше професором кафедри організації видавничої справи, поліграфії та книгорозповсюдження Національного технічного університету «КПІ» (1992—2003).
В зазначений період наукові інтереси Т. І. Ківшар зосередились на вивченні методологічних аспектів історії бібліотечної справи України, її взаємозв'язків з книжковою справою, а також соціальних функціях бібліотек. Дослідниця провела пошукову роботу з історії утворення Національної бібліотеки України, проаналізувавши діяльність першого державного органу керівництва бібліотечною справою в Україні — Бібліотечно-архівного відділу Міністерства народної освіти УНР, підготовлених ним законопроєктів про заснування Національної бібліотеки Української держави, а також висвітлила роль Олександра Грушевського у розробці цих документів.

### 1990-ті
В 1990-х розпочала вивчення наукової спадщини діячів бібліотечної справи, ідеї яких в силу тих чи інших причин не знайшли об'єктивного висвітлення, були замовчувані чи незаслужено забуті в Україні, серед яких. — Степан Сірополко, Левко Биковський, Ярослав Стешенко, Василь Королів-Старий. Дослідниця на основі виявлених нею документів і матеріалів написала низку змістовних статей щодо бібліологічного доробку таких визначних українських діячів як Олександр Грушевський, Іван Стешенко, Софія Русова.
Здійснила комплексне монографічне дослідження «Український книжковий рух як історичне явище (1917—1923 рр.)».(1996) Його джерельну базу становили переважно архівні документи та матеріали, що стали доступними після відкриття радянських спецхранів архівів і бібліотек, а також матеріали приватних і державних архівів та інформаційних установ Чехії. Реконструкція історії українського книжкового руху в період Української національно-демократичної революції та національного державотворення (1917—1923) сприяла розробці нової історико-книгознавчої концепції вивчення книговидання та книгопоширення як цілісного соціокультурного явища, що формувало духовну культуру засобом створення національного інформаційного середовища на етнічних землях та поза їх межами. У монографії та докторській дисертації було визначено методологічні засади дослідження книжкового руху на основі загальнонаукових підходів до пізнання, виявлено його зміст, проаналізовано структуру і функції цього соціального явища.
Крім історичних аспектів Т. І. Ківшар у своїх дослідженнях також аналізувала питання сучасної бібліотечної справи, зокрема взаємовідносини між органами законодавчої та виконавчої влади і бібліотеками, проблеми бібліотечного законодавства в Україні. Продовжувала вивчення соціальних функцій бібліотеки, підкреслюючи необхідність активізації функцій, викликаних особливостями суспільного розвитку для збереження стабільного функціонування та якісного удосконалення бібліотеки в системі закладів соціальної комунікації. Вона входила до редакційних колегій спеціальних наукових періодичних видань «Питання культурології, „Бібліотечна планета“».
Наприкінці 1990–х ініціювала утворення кафедри книгознавства та видавничої діяльності в КНУКіМ та розробником першого навчального плану, складеного з урахуванням міжнародного досвіду підготовки книгознавців В ньому передбачалось надання фундаментальної гуманітарної освіти у поєднанні з новітніми інформаційними технологіями в галузі книговидання та книгопоширення.

### 2000-ні
У 2000—2003 очолювала кафедру бібліотекознавства та менеджменту бібліотечно-інформаційної діяльності Київського національного університету культури та мистецтв. Кафедрою було розроблено новий навчальний план за спеціальністю «Бібліотекознавець — менеджер інформаційних систем і технологій». Ним передбачалась фундаментальна підготовка фахівців, обізнаних з менеджерською і маркетинговою діяльністю, технологічними процесами, особливостями комплектування і збереження фондів, каталогізацією в автоматизованому режимі. На кафедрі було розпочато розробку комплексної наукової теми «Бібліотечна Україна». Кафедра здійснювала підготовку кандидатів і докторів наук відповідного фаху.
З її ініціативи кафедрою бібліотекознавства та менеджменту бібліотечно-інформаційної діяльності було проведено у червні 2002 року науково-практичну конференцію, присвячену тридцятим роковинам першого випуску студентів бібліотечного факультету КНУКІМ, на якій зібрались вихованці вузу за весь період його існування, які працювали не лише в бібліотечно-інформаційних закладах України, але й поза її межами. Було також проведено міжнародну науково-практичну конференцію «Степан Сірополко — визначний український вчений, громадський, політичний і культурно-освтний діяч (1872—1959)» (вересень, 2002).
Входила до складу робочої групи Міністерства освіти і науки України, утвореної при КНУКІМ із книгознавців, бібліотекознавців та бібліографознавців для розробки державного Стандарту вищої освіти освітньо-кваліфікаційного рівня «бакалавр» за спеціальністю 6.020102 «Книгознавство, бібліотекознавство, бібліографія», спрямованого на інтеграційний напрямок підготовки інформаційних фахівців, проєкт якого було видано друком.
Стала одним з ініціаторів відкриття у 2003 спеціальності «Учитель української мови і літератури — бібліотекар» у Національному педагогічному університеті імені М. П. Драгоманова, брала участь у розробці навчального плану, навчально-методичного забезпечення і кілька років викладала курс «Бібліотекознавство».
Одночасно з навчанням студентів здійснювала підготовку наукових кадрів в галузі книгознавства і бібліотекознавства. Брала участь у підготовці Програми-мінімуму для складання кандидатських іспитів зі спеціальності «книгознавство, бібліотекознавство, бібліографознавство» аспірантами КНУКІМ.
Як заступник голови та вчений секретар спеціалізованої вченої ради по захисту кандидатських дисертацій у КНУКІМ (1999—2004), член спеціалізованих вчених рад по захисту докторських (кандидатських) дисертацій у КНУКІМ та НБУВ Т. І. Ківшар брала участь в атестації наукових кадрів вищої кваліфікації. Вона здійснювала підготовку аспірантів й пошукувачів, рецензування.
Здійснювала наукове консультування по докторській дисертації Т. В. Новальської, присвяченій проблемам становлення і розвитку українського читачезнавства, а також була науковим керівником кандидатських дисертацій з історії українських дитячих бібліотек (М. П. Зніщенка), з історії бібліотек ліцеїв України (В. П. Мозгової), української дитячої книжки Галичини (Г. П. Корнєєвої), книговидавничої справі Поділля (Т. Р. Кароєвої), бібліотечної цензури України (О. О. Каракоз), історичного пам'яткознавства (А. Ф. Примак).
У 2002—2006 — важливою складовою наукової та науково-педагогічної діяльності Т. І. Ківшар стала робота у Експертній раді з історичних наук Вищої Атестаційної Комісії України, що здійснювала контроль за науковим рівнем дисертацій, їх практичною цінністю, роботою спеціалізованих учених рад. Як член цієї ради сприяла розробці паспорту та введенню до Переліку спеціальностей, за якими проводиться захист дисертацій на здобуття наукових ступенів кандидата і доктора наук, присудження наукових ступенів і присвоєння вчених звань, нової спеціальності «Музеєзнавство. Пам'яткознавство», відкриттю спеціалізованої вченої ради по захисту кандидатських дисертацій відповідного профілю у Центрі пам'яткознавства НАН України та УТОПІК. Працювала над удосконаленням паспортів наукових спеціальностей «Теорія та історія культури», «Книгознавство, бібліотекознавство, бібліографознавство».
Була членом редколегій часописів «Бібліотечна планета», «Вісник КНУКІМ» (Серія історичні науки), наукового збірника «Українська біографістика» (головний редактор у 2009—2012 рр), видань УБА «Бібліотека. Інформація. Суспільство», «Професійний бібліотечний рух: назустріч змінам бібліотечно-інформаційного середовища», тощо.

### Робота в НБУВ
З вересня 2004 працює на посаді старшого наукового співробітника Інституту біографічних досліджень Національної бібліотеки України імені В. І. Вернадського, де досліджує методологічні проблеми історії бібліотечної справи України, зокрема регіональний аспект вивчення історії бібліотечної справи України в роки Другої світової війни, а також бібліотечну біографіку, вивчає бібліотекознавчий доробок українських вчених, сучасних діячів бібліотечної справи та бібліотекознавців.
Проаналізувала бібліотекознавчі погляди Івана Франка, виявила його погляди на соціальні функції бібліотек, на типологію книгозбірень, на читачезнавчу проблематику. на роль статистичного методу для аналізу практичної діяльності бібліотек.
Розкрила вплив Івана Огієнка на бібліотечну політику України в добу Директорії УНР, на розвиток мережі бібліотек Товариства «Просвіта», церковно- парафіяльних книгозбірень, на заснування та організацію роботи бібліотеки Кам'янець-Подільського державного українського університету, на розвиток бібліотекознавства цього періоду.
Вивчення матеріалів спадщини Степана Сірополка дозволили Т. І. Ківшар реконструювати його бібліологічний доробок, як одного із фундаторів українського бібліотекознавства, автора першого україномовного підручника з бібліотекознавства, чий науковий доробок за радянської доби був вилучений із наукового вжитку на його батьківщині, але який не лише не втратив значення з плином часу, а становить ґрунтовні підвалини вітчизняного бібліотекознавства. Вона сприяла активізації вивчення наукового спадку вченого на його батьківщині, зібрала й уклала першу біобібліографію С. Сірополка, до якої було включено як праці вченого, так і літературу про нього.
Проаналізувала біографічну інформацію життєвого й творчого шляху одного із засновників радянського бібліотекознавства та бібліографії в Україні Іллі Вугмана, його ідеї щодо соціальних функцій, типологічних особливостей радянських наукових бібліотек, методологічних засад бібліотечної науки, розробку проблем фондознавства. каталогознавства, читачезнавства, управління бібліотекою та бібліотечної професіології, розвиток державної та рекомендаційної бібліографії, бібліографічного знання.
Проаналізувала розвиток української бібліотечної біографіки у XX та на в першому десятилітті XXI ст., виявила основні етапи та обґрунтувала її провідні тенденції у цей період, зазначивши, що у цей період бібліотечна біографіка розвивалась з різним ступенем інтенсивності: від поодиноких популярних біографічних нарисів до вилучення з початку 30-х років із наукового вжитку імен діячів бібліотечної справи, як «українських буржуазних націоналістів». Процес «олюднення» бібліотечної справи хоч і розпочався у 1970-1980-х, але цензурні заборони перешкоджали повноті персонологічного ряду, пізніше поверталися замовчувані за радянської доби імена, відбувалось осмислення їх наукової спадщини, переоцінка внеску у розвиток галузі.
Дослідила особисте книжкове зібрання Т. Шевченка, реконструювала його склад та зміст, історіографію Шевченківської бібліотеки, долю «Тарасової книгарні» як першої української громадської бібліотеки Російської імперії, в основу якої покладено частину книжкового зібрання Т. Шевченка.
Підготувала до друку творчу спадщину та епістолярій знаної українки Лесі Петлюри, написала життєпис, висвітлила факти її біографії, оприлюднила іконографію, що сприяло введенню до наукового обігу багатьох документів про цю непересічну особистість. Здійснене видання сприяло подальшому розвитку петлюріани, оскільки в ньому висвітлено таж й маловідомі аспекти родинного життя визначного українського державного й громадського діяча Симона Петлюри, побут, звичаї та його сімейні взаємини.
Дослідила маловідомі сторінки життєвого шляху українського історика Михайла Антоновича, із залученням архівних документів щодо географії його перебування у радянських концентраційних таборах, щодо його ролі у протидіях тюремному режимові, зокрема, у широковідомому Норильському повстанні (1953). Виявлена дослідницею біографічна інформацію є певним внеском у майбутню реконструкцію наукової біографії одного з представників славетного роду вітчизняної інтелектуальної еліти.
Упорядкувала збірник документів і матеріалів про життєвий та творчий шлях С. З. Заремби, автором вступної статті та укладачем бібліографії праць відомого українського історика, який передчасно пішов із життя. Вона була ініціатором проведення Зарембівських читать, присвячених пам'яті вітчизняного науковця. ЇЇ перу належить біографічний нарис, присвячений С. М. Ляшко, історику, археологу та музейнику, дослідниці сучасних теоретичних та практичних проблем біографістики.
Здійснила наукове редагування монографічних досліджень з різних аспектів книжкової справи: української дитячої книжки в Галичині, видавничої та бібліотечної справи української еміграції в Чехо-Словаччині, матеріалів до книговидавничого репертуару Поділля.
Сприяла активізації міжнародних бібліотечних зв'язків, співпрацювала із відділом української книги Слов'янської бібліотеки при Національній бібліотеці Чеської Республіки по вивченню особистих бібліотек українських емігрантів — бібліотекознавців у Чехії, із дирекцією Української бібліотеки-імені Симона Петлюри в Парижі по вивченню документів, пов'язаних із життям родини С. Петлюри, що зберігалися у приватному архіві С. О. Сірополка у Празі.
Співпрацювала з Міжнародним фондом «Відродження» в Україні та отримала грант для участі у роботі 64-ї Генеральної конференції Міжнародної федерації бібліотечних асоціацій і установ (ІФЛА).
Брала участь в українсько-німецькому проєкті Бібліотеки Гете-Інституту у Києві та Державної бібліотеки України для дітей по вивченню організації роботи дитячих бібліотек Німеччини, в тому числі Міжнародної дитячої бібліотеки у Мюнхені.
Здійснювала керівництво українською частиною спільного наукового міжнародного дослідницького проєкту НАН України та Російського гуманітарного наукового фонду «Російсько-українські культурні зв'язки: біографічний аспект», присвяченого аналізові досвіду російської біографістики, особливостей світоглядних підходів російських дослідників до відображення у російських біографічних виданнях біографічної інформації українців та вихідців з України, а також їх значення цих та інших підходів для розвитку сучасної вітчизняної біографістики, пошуку нових документів для написання біографій визначних українських науковців, громадських і політичних діячів, виявленню їх зв'язків з російськими визначними особистостями.
Була науковим редактором культурно-просвітницького проєкту «Українці у світі», Всеукраїнського об'єднання «За Помісну Україну», присвяченого виявленню та введенню до наукового обігу імен визначних українців за кордоном, вивченню їх внеску у розвиток світової цивілізації.
В останні роки працює в галузі історії бібліотечної справи України, історії бібліотекознавства та бібліотечної біографіки, вивчає історію та історіографію, джерельну базу, розробляє її методологію, понятійний апарат, розвиваючи новий напрям науки про бібліотеку.

## Громадська діяльність
Активну громадську діяльність здійснювала у 1995—2002 як експерт Національної комісії з питань повернення в Україну культурних цінностей при Кабінеті Міністрів України. Цьому значною мірою сприяла її участь у безоплатній передачі великого приватного архіву унікальних документів з історії України та української культури кінця ХІХ — І-ї половини XX століття та рукописів праць і особистої бібліотеки Степана Сірополка в Україну, що заповідала його донька — Олександра у 1995 під час візиту до Праги Голови Верховної Ради України І. С. Плюща, засвідчуючи своє громадянське та національне сумління.
У 1993—1995 Т. І. Ківшар на запрошення Олександри Сірополко неодноразово виїжджала до Праги для вивчення документів архівів і бібліотек, пов'язаних з книжковою діяльністю української еміграції. Їй вдалося переконати О. Сірополко, яка ретельно зберігала родинний архів та бібліотеку, про доцільність їх передачі не у Францію до Української бібліотеки ім. Симона Петлюри (Париж), як вона планувала, а саме в Україну, де документи та література стануть доступними широкому колу українських дослідників.
Після смерті О. Сірополко, у 1997 Т. І. Ківшар, як експерт Національної комісії з питань повернення в Україну культурних цінностей, разом зі співробітниками Посольства України в Чеській Республіці, брала участь у організації та перевезенні в Україну особистого архіву та бібліотеки Степана Сірополка для постійного їх зберігання в Центральному державному архіві вищих органів влади і управління України та Національній Парламентській бібліотеці України, де вони стали доступними вітчизняним науковцям.
Архів та бібліотека С. Сірополка сприяли духовному збагаченню українців. а також виконанню Державної програми «Повернуті імена». Зокрема, документи і матеріали цього особистого зібрання допомагають вивченню, доповненню та уточненню подій вітчизняної історії, еволюції української еміграції в Європі, написанню наукових біографій багатьох вітчизняних діячів науки і культури, що з різних причин опинилися паза межами України у першій половині XX столяття.
Як керівник секції «Історії книжкової і бібліотечної справи» професійного товариства «Українська бібліотечна асоціація» (УБА) вона проводила науково–практичні конференцій по вивченню історії вітчизняних бібліотек, що активізували регіональні дослідження цього спрямування, а також круглих столів, присвячених співпраці українських і зарубіжних бібліотек, представляла УБА на міжнародних наукових конференціях. Разом з іншими членами УБА сприяла удосконаленню бібліотечного законодавства, зокрема, брала участь у підготовці матеріалів до слухань у Комітеті з питань культури та духовності Верховної Ради України щодо внесення змін та доповнень до "Закону України «Про бібліотеки та бібліотечну справу» (1995), які було враховано Верховною Радою України при підготовці Закону України "Про внесенні змін до Закону України «Про бібліотеки і бібліотечну справу» (2000).

## Різне
Була одружена з Сергієм Захаровичем Зарембою (1947—2003) — українським істориком, дослідником історії України доби середньовіччя, краєзнавцем, пам'яткознавцем, першим директором Центру пам'яткознавства НАН України і УТОПІК.
Володіє англійською, чеською, польською мовами.

## Відзнаки
- 1998 — почесна грамота Української бібліотечної асоціації.
- 1999 — подяка Міністерства культури і мистецтв України.
- 2000 — медаль «Ветеран праці».
- 2003 — подяка Київського Міського Голови
- травень 2004 — почесне звання «Заслужений працівник культури України» — за вагомий особистий внесок у розвиток культури України та за вагомі досягнення у професійній діяльності, багаторічну сумлінну працю.
- 2007 — почесна грамота Президії НАН України.
- 2012 — відзнака Президії НАН України «За професійні здобутки».

## Публікації
Має понад 300 наукових публікацій, серед яких основні:
1. Просвітницька спадщина Софії Русової // Праці Центру пам'яткознавства. — К. — 1993. — Вип. 2. — С. 24-42;
2. І. Стешенко та С. Сірополко: до питання взаємоспівробітництва. В кн.: Український педагог Іван Стешенко: навч. посіб. з історії педагогіки. — Київ — 1995. — С. 139—150;
3. Український книжковий рух як історичне явище (1917—1923). — Київ. — 1996. — 339 с.;
4. Степан Сірополко // Бібліотечний вісник. — 1997. — № 3;
5. Культурно-просвітницька та наукова діяльність Степана Сірополка в 1921—24 роках // Перші книгознавчі читання: зб. наук. праць. — Київ — 1997. — С. 123—134;
6. Стандарт вищої освіти (проект): освітньо-кваліфікаційна характеристика: бакалавр: за спеціальністю «книгознавство, бібліотекознавство, бібліографія» — Київ — 2005. — 53 с.;
7. Український історик Сергій Заремба: документи та матеріали до біографії. — Київ — 2007. — 203 с.
8. Петлюра, Л. Народе мій улюблений… / Л. Петлюра; [підгот. до вид., переднє сл., упоряд., життєпис та комент. Т. І. Ківшар] ; НАН України, Нац. б-ка України ім. В. І. Вернадського. — К. : [НБУВ], 2009. — 668 с.+48 с.
9. Ляшко С. М. Перше повне комплексне зібрання епістолярію та творчої спадщини Лесі Петлюри / С. М. Ляшко // Українська біографістика = Biographistica Ukrainica: зб. наук. пр. Ін-ту біогр. дослідж. / Нац. б-ка України ім. В. І. Вернадського. — Київ, 2012. — Вип. 9. — С. 390—393 ;
10. Москалець О. Повернуто спадщину Лесі Петлюри [Архівовано 24 вересня 2015 у Wayback Machine.] / О. Москалець // День. — 2012. — 2 лют. (№ 17). — С. 8.
11. Степан Онисимович Сірополко (1872—1959): біобібліогр. покажч. / НАН України, Нац. б-ка України ім. В. І. Вернадського, Ін-т біогр. дослідж. ; [уклад., життєпис, хронологія життя і діяльності: Т. І. Ківшар; наук. ред. В. І. Попик; редкол.: Онищенко О. С. (голова) та ін.]. — Київ : [б. в.], 2012. — 197 с. : портр.
12. Бібліотека Шевченка // Шевченківська енциклопедія: в 6 т. НАН України. Ін-т літератури ім. Т. Г. Шевченка; гол. редкол. М. Г. Жулинський; редкол. М. П. Бондар, О. В. Боронь, С. А. Гальченко. — Київ, 2012. Т.1: А-В. — С. 408—411.